# Jag ser dig (film)
Jag ser dig är en svensk dokumentärfilm från 2014 i regi av Sylvelin Måkestad.

## Handling
Jag ser dig följer en ung blind tjej från tidiga tonår till att bli vuxen. Filmen skildrar också fördomar gentemot blinda och hur huvudpersonen begränsas av andras föreställningar om vad en blind kan och inte kan göra.

## Om filmen
Jag ser dig producerades av Stina Gardell för Mantaray Film AB. Filmen samproducerades av Sveriges Television och fick produktionsstöd från Stiftelsen Svenska Filminstitutet och Norsk Filminstitutt. Den fotades av Erik Vallsten, David Odell, Malin Korkeasalo, Ellen Kugelberg och Sylvelin Måkestad och klipptes av Stefan Sundlöf. Den premiärvisades på Tempo dokumentärfestival i Stockholm den 5 mars 2014. Den hade biopremiär den 29 september 2014 i Leksand.

## Musik
- "Bodom After Midnight", text och musik: Alexander Kuoppala, Aleksi Laiho, Henri Samuli Seppaelae, Jaska Ilmari Raatikainen, Janne Wirman, framförd av Children of Bodom
- "Trashed, Lost & Strungout", text och musik: Alexi Laiho, framförd av Children of Bodom
- "My Life Is in Your Hands", text och musik: Kirk Franklin, framförd av Ungdomskör i Allianskyrkan